# Marujupu Peak
Der Marujupu Peak ist ein markanter und 497 m hoher Nunatak in den Ford Ranges im westantarktischen Marie-Byrd-Land, der oberhalb des Hauptstroms des Ochs-Gletschers zwischen dem Mount Iphigene und dem Mount Ferranto liegt. 
Entdeckt wurde er während eines Überfluges am 5. Dezember 1929 im Rahmen der ersten Antarktisexpedition (1928–1930) unter der Leitung des US-amerikanischen Polarforschers Richard Evelyn Byrd. „Marujupu“ ist ein Akronym aus Marian (* 1919), Ruth (* 1921), Judy (* 1924) und „Punch“. Erstere sind die Vornamen der drei Töchter von Arthur Hays Sulzberger (1891–1968), eines Sponsoren der Expedition. „Punch“ war der Spitzname von Sulzbergers Sohn Arthur Ochs Sulzberger (1926–2012).